# Sebastien Kenda Ntumba
Sebastien Kenda Ntumba (en español: Sebastián Kenda Ntumba) (Tshiona, 11 de junio de 1960) es un eclesiástico católico congoleño. Es el obispo de Tshilomba.

## Biografía

### Primeros  años y formación
Sebastien (Sebastián) nació el 11 de junio de 1960, en Tshiona, en la actual República Democrática del Congo.
En 1980, obtuvo el Diploma en Humanités Littéraires (Humanidades Literarias), en el Seminario Menor de Kamponde.
Estudió Filosofía en el Seminario Mayor Saint François Xavier de Mbujumayi (1980-1983).
Realizó la licenciatura en Teología, por la Pontificia Universidad Urbaniana (1983-1986).
Adquirió la licenciatura en eclesiología, por la Pontificia Facultad Teológica de Sicilia "San Juan Evangelista", en Palermo.

### Sacerdocio
Su ordenación sacerdotal fue el 9 de agosto de 1987, para la diócesis de Luiza.
Como sacerdote desempeñó los siguientes ministerios:
- Formador en el Seminario Menor de Kamponde (1987-1989).[3]
- Párroco de Saint Boniface, en Ngwema (1989-1990).
- Párroco de Sainte Marie, en Tshibala (1990-1991).
- Párroco de Sainte Marie Alacoque, en Winkon (1991-1997).
- Párroco de la Catedral de Luiza (1997-1999).
- Coordinador de la Pastoral Diocesana (1991-2002).
- Párroco de Saint Jean, en Yangala (1999-2003).

En 2003, fue enviado por el obispo como sacerdote Fidei Donum a la arquidiócesis de Agrigento (Italia), donde fue:
- Administrador parroquial de la Transfiguración de Nuestro Señor Jesucristo, en la Aldea Jordana en Palma di Montechiaro (2003-2012).
- Vicario foráneo (2008-2012).
- Administrador parroquial de Maria Santissima della Catena, en Villaseta (2012-2013).[2]
- Vicario parroquial, en la unidad pastoral de San Nicola-San Giovanni Battista-Beata Vergine Maria Madre della Chiesa (2013-2014).
- Administrador parroquial de San Nicola alle Fontanelle, en Agrigento (2014-2016).
- Profesor en el Seminario Diocesano de Agrigento (2016-2017).[3]

En 2017, regresó a su tierra natal, y fue:
- Párroco de Saint Antoine de Padoue, en Kalomba (2017-2022).

## Episcopado

### Obispo de Tshilomba
El 25 de marzo de 2022, fue erigida la diócesis de Tshilomba, de la que fue nombrado su primer obispo al mismo tiempo.
Fue consagrado el 5 de junio del mismo año, en la plaza en frente de la Catedral de San Jaime; a manos del Nuncio Apostólico en RD del Congo, Ettore Balestrero. También fueron el arzobispo de Kananga, Marcel Madila Basanguka y obispo de Luiza, Félicien Mwanama Galumbulula.